# Bunta ihop dom
Bunta ihop dom är en albumsamling av monologer, sketcher och sånger med komikerna Lars Ekborg och Beppe Wolgers, från 1968 (1967–1969).

## Bakgrund (monologen "Bunta ihop dom")
Bunta ihop dom var huvuddelen i Beppe Wolgers revy Klotter på Maximteatern i Stockholm hösten 1968. Under arbetet med revyn reste han med sin hustru till Jämtland för att planera föreställningen med regissören och scenografen Yngve Gamlin som hade sitt sommarviste på ön Öhn strax utanför Strömsund. 
Strömsunds provinsialläkare Bertil Wikström var med och hjälpte till en kväll, och uppgav att han visste om en karl i trakten som hade fastnat med handen i slåttermaskinen och ville ta med sitt avhuggna finger hem till katten. Wikström berättade även om mannen som kört motorsågen i magen och därefter cyklat en mil till närmaste telefon; mannen sade till Wikström att han gjort sig illa, och på frågan om det var ett stort sår fick han svaret "Ja, nog kan man kasta in hatten...".
Med det materialet skapades den makabra revymonologen, där Lars Ekborg levererade rollen som vrång norrlänning. Med tanke på allt annat som tas upp i monologen (bland annat "Stockholmsjävlar", "kärringar över 40", "hottentotter", "zigenare", "finnjävlar" och dylikt som ska "buntas ihop och slås ihjäl"), när den kom ut som ljudinspelning, spelades den inte i radio utan att lyssnarna de första åren efter utgivningen varnades innan; skivan försågs med dödskallestämpel. Skivan spelades inte alls en tid efter Lars Ekborgs död.

## Spår- och låtlista

### Album 1
1. "Bunta ihop dom" – 7:08
2. "Grynkorv" – 4:38
3. "Hemmakväll" – 11:08
4. "Köp en tulpan" – 4:37
5. "Han som stiger mot höjderna" – 5:46
6. "En ljusskygg figur" – 4:36
7. "Reklamradio Sydväst" – 3:46
8. "Gift med en yrkeskvinna" – 3:12
9. "Då rycker det gamla gardet fram" – 5:29
10. "Prestige" – 5:02
11. "Förälskade i Stockholmstrafiken" – 7:57
12. "Två eldiga spanjorer" – 4:43

### Album 2
1. "Skattkammarön" – 10:23
2. "Profilen" – 5:41
3. "Ett ord till de unga" – 5:00
4. "Tummen" – 2:48
5. "Det stora eländet" – 5:15
6. "Lyckan" – 6:11
7. "Amatörkirurgen" – 9:23
8. "Poker med Joakim" – 8:16
9. "Viskskvaller" – 6:21
10. "Ridåöverhalningen" – 6:35

### Album 3 –Lars Ekborg i Tom Lehrers vackra värld
(Innehåller enbart sånger.)
1. "Var beredd" – 1:26
2. "Min barndoms stad" – 2:12
3. "Jägarvisa" – 1:16
4. "Jag har din hand i min" – 1:29
5. "När du blir ful och grå" – 1:41
6. "Wienerschnitzel vals" – 1:52
7. "Vem se'n" – 1:23
8. "Förgiftning" – 1:50
9. "En irländsk ballad" – 2:34
10. "Porr" – 2:22
11. "Hej svejs, mor" – 1:38
12. "Vi går tillsammans den dagen det är slut" – 3:21

## Medverkande
- Lars Ekborg
- Beppe Wolgers
- Margaretha Krook
- Gunwer Bergkvist
- Åke Grönberg